# Luka (Sali)
Luka falu Horvátországban Zára megyében. Közigazgatásilag Salihoz tartozik.

## Fekvése
Zárától légvonalban 19 km-re délre, községközpontjától légvonalban 7 km-re, közúton 10 km-re északnyugatra a Dugi-sziget délkeleti felén, az északkeleti parton a sziget legmagasabb hegye a Vela Straža alatt egy szép és tágas öbölben Žman és Savar között fekszik.

## Története
A települést 1365-ben „Vallis Sancti Stephani” alakban említik először. Később Sustipanja Lukának (Sustipanjska Luka) hívták, neve ebből rövidült a mai Lukára, ami magyarul kikötőt jelent. A falu területe a sziget többi részéhez hasonlóan Zárához tartozott, majd 1409-től a várossal együtt a Velencei Köztársaság része lett. A 18. század végén Napóleon megszüntette a Velencei Köztársaságot. Dugi otok 1797 és 1805 között Habsburg uralom alá került, majd az egész Dalmáciával együtt a Francia Császárság része lett. 1815-ben a bécsi kongresszus újra Ausztriának adta, amely a Dalmát Királyság részeként Zárából igazgatta 1918-ig. A településnek 1857-ben 210, 1910-ben 499 lakosa volt. Az első világháborút követően előbb a Szerb-Horvát-Szlovén Királyság, majd Jugoszlávia része lett. A falunak 2011-ben 199 lakosa volt, akik hagyományosan szőlő- és olajbogyó termesztéssel, halászattal és újabban egyre inkább turizmussal foglalkoznak. Védett kikötőjébe gyakran futnak be jachtok és vitorlás hajók. A település szép tengerparti sétányokkal és természetes strandokkal rendelkezik. Népessége a nyári hónapokban többszörösére nő.

## Lakosság
| Lakosság változása | Lakosság változása | Lakosság változása | Lakosság változása | Lakosság változása | Lakosság változása | Lakosság változása | Lakosság változása | Lakosság változása | Lakosság változása | Lakosság változása | Lakosság változása | Lakosság változása | Lakosság változása | Lakosság változása | Lakosság változása |
| ------------------ | ------------------ | ------------------ | ------------------ | ------------------ | ------------------ | ------------------ | ------------------ | ------------------ | ------------------ | ------------------ | ------------------ | ------------------ | ------------------ | ------------------ | ------------------ |
| 1857               | 1869               | 1880               | 1890               | 1900               | 1910               | 1921               | 1931               | 1948               | 1953               | 1961               | 1971               | 1981               | 1991               | 2001               | 2011               |
| 162                | 181                | 212                | 257                | 365                | 384                | 406                | 350                | 375                | 364                | 298                | 333                | 135                | 164                | 99                 | 123                |

## Nevezetességei
- Szent István első vértanú tiszteletére szentelt plébániatemploma 1882-ben épült a középkori templom helyén. Egyhajós épület, homlokzata felett nyitott, kétnyílású harangtoronnyal. A templomnak három oltára van. A főoltáron márvány szentségtartó és Szent István fából faragott szobra (tiroli munka) látható. A jobb oldali mellékoltár a Rózsafüzér királynője tiszteletére van szentelve, az oltárán álló Mária-szobor ugyanannak a tiroli mesternek, Giuseppe Runggaldietnek a munkája mint a főoltáron álló szobor. A bal oldali mellékoltár a Lourdes-i Szűzanya tiszteletére van szentelve. A falakon a keresztút 14 stációját ábrázoló olajjal vászonra festett képek Matej Metlikovič alkotásai 1988-ból. A templom északkeleti oldalán van a temető. Ma Zárában az egyházművészeti múzeumban három olyan tárgyat őriznek amelyek Lukáról származnak: Egy gótikus poliptichon a halott Krisztust ábrázoló középső töredékét, egy aranyozott ezüst cibóriumot gazdag gótikus díszítéssel és egy 15. századi aranyozott ezüst körmeneti keresztet.[2]
- A település Szent Miklósnak az utazók és tengerészek védőszentjének tiszteletére szentelt fogadalmi temploma a parton áll. A templomot 1910-ben kezdték építeni. A szerény oltáron a szent fából faragott szobrocskája áll. Abból a kis kápolnából hozták át, amely korábban lukai völgynél a mai hősi emlékmű közelében volt.[2]
- A falutól egy kilométerre délnyugatra találhatók Suvčeno templomának romjai. A templom titulusa nem ismert.[2]
- A falu hagyományos fesztiválját minden év augusztus 2-án és 3-án tartják, amely az egyházi liturgikus reform előtt Szent István teste megtalálásának ünnepe volt. A helyiek az ünnepet Sustipanjának nevezik.[2]
- A közeli Bok-öbölben gyógyiszap található.